# Орлуша
Андре́й Анато́льевич Орло́в, известный как Орлу́ша, или Orlusha (род. 2 ноября 1957, Березники, Пермская область) — российский поэт, сценарист и продюсер, политтехнолог, журналист. Автор сборника «Стихи и рингтоны» (2008), в котором опубликовано знаменитое «За-е-…-ло».

## Биография
Родился в Березниках в семье строителей. В трёхлетнем возрасте вместе с родителями переехал в Череповец. Около года семья провела в Финляндии, где отец работал на строительстве крупного завода, после чего переехала в Челябинск.
В детстве ходил в музыкальную школу (класс фортепиано), занимался плаванием. Окончил школу в 1974 году в Челябинске. Поступил в Московский институт химического машиностроения, но был отчислен со второго курса.
В 1979—1981 годах служил в армии в Пензенской области.
Работал журналистом «Московского комсомольца», продюсером, политтехнологом, специалистом по рекламе, арт-директором журналов «Столица» и «Крокодил». Являлся совладельцем компании «ИМАРТ-Видео», участвовал в создании программы партии «Единая Россия» (в то время — «Единство»).

## Поэтическое творчество
Широкую известность получил в середине первого десятилетия XXI века как автор сатирических стихов, изобилующих ненормативной лексикой, которые распространялись в интернете и на мобильных телефонах. Критик Дмитрий Быков в статье «Орлуша, большая ты стерва» утверждает, что Андрей Орлов — «главный русский поэт нашего времени», уточняя, что «главный — не обязательно лучший». По мнению критиков, «его стихи нужно читать по утрам для повышения тонуса, когда встал не с той ноги или недоволен жизнью вообще».

Андрюша Орлов — это невероятный коктейль из жестокого цинизма, детской беззащитности и весёлой мудрости. Всё это удивительным образом соединено с так редко сегодня встречающимся настоящим юмором. Так вообще не бывает.
— Андрей Макаревич. 2008 год
Герои многих стихов Орлуши — публичные люди современности: Анастасия Волочкова, Никита Михалков, Ксения Собчак, Владимир Соловьёв, Михаил Фрадков, Сергей Шойгу и др. Порой Орлуша в своей поэзии подключает инвективную лексику к патриотической тематике («Про случай около Рейхстага», «Патриотическое»). Также выражал протест в стихах против негативных процессов, вызванных политической изоляцией России (уничтожение санкционных продуктов — стихотворение «Смерть пармезана» и т. д.)

Главный русский поэт нашего времени — Андрей Орлов. Главный — не обязательно лучший, тем более что с критериями хорошего и плохого в поэзии разбираются веками и ни до чего серьёзного не доразбирались. […] Только Орлуша с его абсолютной непечатностью, непроизносимостью в дамском обществе, непубликабельностью даже в отвязанном глянце — выражает нашу эпоху с достаточной полнотой. […] Но право называться настоящим лириком дают ему совсем другие стихи:
Так чего я хочу от себя и тебя? / Почему я молчу и тебя отпускаю? / Потому, что туда, где тоскуют, любя, / Я уже не всегда и себя-то впускаю.
Эти прекрасные слова останутся в русской поэзии даже тогда, когда от породившей их эпохи не останется вовсе ничего.
— Дмитрий Быков. (Орлуша, большая ты стерва) 2006 год

О достоинствах стихов Андрея Орлова, заработавшего себе большую популярность в интернете под псевдонимом Orlusha, можно спорить сколько угодно. Никто не идеален. Однако именно он, а не кто-то другой, вернул поэзии площадность и народность. И пусть для этого он использовал площадную брань и другие народные выражения… При помощи непечатной лексики Орлуше удалось вернуть поэзию к её допечатному состоянию. Если в древности стихи-песни передавались из уст в уста, то его произведения — из мобильного телефона в мобильный телефон. […] Но всё-таки для большинства он остаётся автором матерных стихов… Таковы свойства фольклора. Тем более нового.
— Независимая газета, 25.12.2008
По мнению доктора филологических наук, профессора Воронежского государственного университета Лебедевой Т. В., отличительной чертой стихов Орлуши является гипертекстуальность. В основу их «как правило, кладутся стихи, известные аудитории с детства»: «в нескольких строчках он умещает массу понятий, известных слушателям с давних времён».

Пожалуй, единственное, в чём Орлуша выступил настоящим новатором, — это прорыв современной поэзии к мобильной связи: его стихи становятся рингтонами. То есть приходят в любой телефон, будь то золотой Vertu олигарха или безымянная «труба» официантки. Звучит очень впечатляюще. Наверное, и Андрей Вознесенский с Евгением Евтушенко с удовольствием променяли бы все свои «стадионы» на Орлушины «рингтоны».
— Коммерсантъ, 23.04.2008

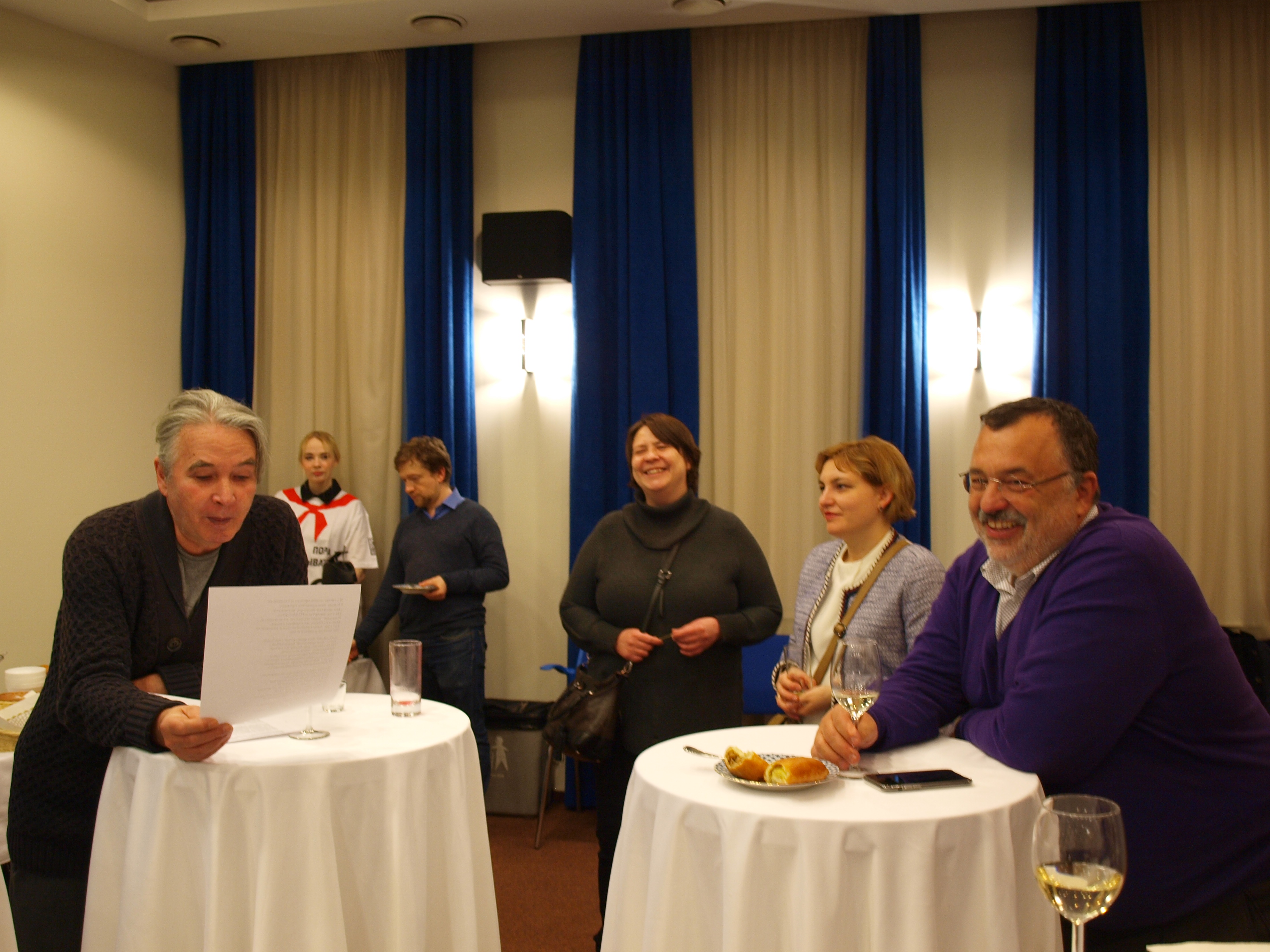
Андрей Орлуша читает свои стихи.
(ИМА-пресс, 30 января 2020)

Автор стихов для проекта «Гражданин поэт», исполненных актёром Михаилом Ефремовым.

## Личная жизнь
Живёт в Батуми. Женат с 2021 года. Есть младший брат.

## Труды

### Сборник стихов
Стихи Орлуши по-настоящему смешные и заставляют улыбнуться даже тех, кто принципиально против обсценной лексики в поэзии. Но исключительно на этом, отнюдь не новом «новшестве» оригинальную поэтику создать невозможно. На наш взгляд, обаяние его стихов прежде всего в том забавном и действительно комичном противоречии, которое возникает между формой (лёгкой, игровой, как бы не претендующей на высокое звание стихов, формой «на грани фола» и за гранью) и содержанием (неожиданно серьёзным, высоким и демонстрирующим часто даже без всякой иронии! приверженность вполне традиционной аксиологии).
— Иванова И. Н., доктор филологических наук, профессор СтавГУ; 2011

### Стихотворение «За-е-…-ло»
Орлуша — автор знаменитого стихотворения «За-е-…-ло», ставшего «подлинным манифестом эпохи зрелого Путина».
По мнению Дмитрия Быкова, это самоироничное произведение написано «о чрезвычайно серьёзных вещах». Оно — «об исчерпанности и пародийности всех парадигм», о том периоде, когда «одна история закончилась, причём в мировом масштабе, а другая не началась». Перечисляемые в стихотворении глобалисты и антиглобалисты, семиты и антисемиты, консерваторы и демократы — «все одинаково отвратительны». Быков обрисовывает содержание стиха следующими словами: «Надоело всё — потому что ничего хорошего не осталось. Тотальное вырождение. Мир вполне заслужил мировую войну, которая, говорят, уже и идёт, и тоже зае…ала. Проект закрыт. Хочется чего-то совсем, совсем другого».

### Сценарии к фильмам (в соавторстве)
- 2008 — «Моя любимая ведьма»
- 2010 — «Блюз-кафе»[15]

### Продюсирование печатных изданий
- Муравьёв А. В., Воскобойников О. С., Иванов С. А., Марей Е. С., Микульский Д. В., Целуйко М. С., Куделин А. А., Кораев Т. К., Афиногенов Д. Е., Лукин П. В., Дмитриев С. В., Волчкова Е. В., Бовыкин Д. Ю., Бабкин М. А. Хронотоп. Хронологическая карта истории Евро-азиатского пространства (300—1914). Научно-исторический проект Архивная копия от 15 января 2020 на Wayback Machine / Под общ. ред. А. В. Муравьёва; исп. продюсер А. А. Орлов. — М.: ИМА-пресс, 2019. — 1000 экз. — ISBN 978-5-6043824-0-0

## Избранные интервью
- Орлуша в объятиях Ксении Собчак // Правда.ру, 18.05.2008
- Завгородняя Дарья. Орлуша: «Я угрожал Ксении Собчак, что женюсь на её маме» // Комсомольская правда, 1.09.2009
- Бунин Иван. Сетевой поэт Орлуша (Интервью) // Проза.ру, 2011
- Орлуша на радио «Свобода» (программа «Культ личности» от 17 января 2015)
- Технолог Березовского и автор проекта Путин. Интервью с Андреем Орловым // Korrespondent.net, 17.09.2015
- Борейко Вадим. Андрей Орлов: Прислушайся, они уже идут // Exclusive.kz, 25.01.2019
- Покойся с миром не могу сказать тому, кто поддержал войну: Орлуша посвятил резкий стих Табакову. Орлуша, биография, интересные факты, библиография // Ik-ptz.ru

## Прочие сведения
- По словам Орлуши, в начале 1990-х встречался в штате Нью-Мексико (США) с Карлосом Кастанедой и выпивал с ним водку с текилой[16].
- В сентябре 2014 года Орлуша заявил: «В Интернете ни одной моей биографии. Те, что напечатаны в Википедии или где-то, не соответствуют действительности»[17].
- В марте 2014 года вместе с рядом других деятелей культуры выразил своё несогласие с политикой российской власти в Крыму[18].
- 28 февраля 2015 года радио «Эхо Москвы» опубликовало стихотворение за авторством писателя, в котором российский оппозиционер Борис Немцов, убитый 27 февраля в Москве, был назван первым в российской «Небесной сотне»[19].
- В ноябре 2019 года в интервью украинскому изданию «Обозреватель» признался, что перечислял деньги Вооружённым силам Украины (ВСУ), воюющим на Донбассе[20].